# Jiu Lóng Chéng Zhài·Wéi Chéng
Jiu Lóng Chéng Zhài·Wéi Chéng é um filme de ação de Hong Kong de 2024 dirigido por Soi Cheang, e estrelado por Louis Koo, Sammo Hung, Richie Jen, Raymond Lam, Terrance Lau, Kenny Wong, Philip Ng, Tony Wu e German Cheung. O filme foi baseado no romance City of Darkness de Yuyi e no manhua homônimo de Andy Seto.
Em desenvolvimento desde a década de 2000, a produção do filme começou oficialmente em novembro de 2021 e terminou em abril de 2022. O filme foi lançado em Hong Kong e na China em 1º de maio de 2024 e foi selecionado para a Seleção Oficial (Exibição da Meia-Noite) do Festival de Cinema de Cannes de 2024, como parte da exibição fora da competição. O filme recebeu aclamação da crítica.
O filme se tornou o segundo filme nacional de maior bilheteria de todos os tempos em Hong Kong. O filme foi selecionado como a entrada oficial de Hong Kong para Melhor Longa-Metragem Internacional no 97º Oscar, mas não foi indicado.

## Enredo
O filme se passa na década de 1980 em Hong Kong. Ele segue a história de Chan Lok-kwan, um jovem problemático que acidentalmente entra na notória Cidade Murada de Kowloon. Lok-kwan, um refugiado do continente, está tentando sobreviver participando de ringues de luta clandestinos. Ele tenta comprar uma identidade falsa para melhorar sua vida, mas é traído por Mr. Big, um chefe do sindicato do crime local. Em um movimento desesperado, Lok-kwan rouba drogas de Mr. Big e foge para a Cidade Murada, onde encontra Cyclone, o senhor do crime local que governa a área com uma mistura de autoridade e compaixão.

## Elenco
- Louis Koo como Cyclone (龍捲風): um mestre de artes marciais que se esforça para proteger a segurança e a estabilidade dos residentes da Cidade Murada de Kowloon.[11][12]
- Sammo Hung como Mr. Big (大老闆): um senhor do crime que está focado exclusivamente em maximizar sua riqueza e interesses pessoais.[11][12]
- Richie Jen como Dik Chau (狄秋): um membro de alto escalão da tríade, bem como o maior proprietário de terras da cidade murada.[13]
- Raymond Lam como Chan Lok-kwan (陳洛軍): um refugiado que se estabeleceu na cidade murada, mas se envolveu no caos interno e enfrentou a demolição iminente da cidade.[11][14]
- Terrance Lau como Shin (信一): o leal segundo em comando da gangue de bandidos de Cyclone, que mais tarde se torna um companheiro de Chan.[15][11]
- Philip Ng como Rei (王九): o braço direito do Sr. Big.[12]
- Tony Wu como Décimo Segundo Mestre (十二少): um membro da gangue de foragidos de Cyclone que empunha uma katana e que mais tarde se torna um companheiro de Chan.[11][16]
- German Cheung como AV (四仔): um kickboxer da gangue de foragidos de Ornado que mais tarde se torna um companheiro de Chan.[11][16]
- Kenny Wong como Tiger (Tiger哥): chefe do Décimo Segundo Mestre e chefe da gangue da Temple Street.
- Chu Pak Hong como espancador de mulheres (九索): um espancador de mulheres que se envolveu com prostituição e drogas. Ele foi espancado pelos Kowloon 4 (Lok-kwun, Shin, Twelfth Master e AV).
- Fish Liew como Fanny (燕芬姐): uma moradora da cidade murada que trabalha em uma barraca de bolinhos de peixe.
- Cecilia Choi como esposa de Jim (蘇玉儀/占妻): esposa de Jim e mãe de Lok-kwun.[17]
- Jozev Kiu como Double Blade (阿七): dono de uma barraca de arroz char siu na cidade murada..[18]
- Aaron Kwok como Jim (陳占/殺人王): o notório 'Rei dos Assassinos' que foi finalmente derrotado por Cyclone. Ele também é o pai de Chan Lok-kwan. (participação especial)

## Produção
O projeto estava em desenvolvimento desde os anos 2000, quando seria codirigido por John Woo e Johnnie To e estrelado por um elenco de estrelas composto por Chow Yun-fat, Andy Lau, Tony Leung, Sean Lau, Louis Koo, Anthony Wong, Sun Honglei, Anita Yuen e Zhang Jingchu, com Nicolas Cage, James McAvoy, Li Baotian, Jang Dong-gun, Li Bingbing e Zhang Fengyi fazendo aparições especiais, como mostrado em um pôster teaser, embora nada tenha sido confirmado.
Em 13 de abril de 2013, a Media Asia anunciou que o projeto seria intitulado Dragon City e seria dirigido por Derek Kwok e estrelado por Donnie Yen, que também atuaria como diretor de ação e produtor por meio de sua produtora, Super Hero Films, e estava programado para começar a produção em setembro daquele ano.
Depois de aparentemente ficar preso no inferno do desenvolvimento por vários anos, a Media Asia anunciou mais uma vez o projeto em 28 de fevereiro de 2021, com Soi Cheang definido para dirigir enquanto Koo, Richie Jen e Zhang Jin estão definidos para estrelar. As filmagens do filme começaram oficialmente em 22 de novembro de 2021, conforme revelado em uma postagem na página oficial do filme no Facebook, embora o elenco não tenha sido revelado até que o filme realizou sua cerimônia de início de produção em 30 de novembro, que contou com a presença de Cheang, os produtores John Chong e Wilson Yip e os membros do elenco Koo, Sammo Hung, Jen, Raymond Lam, Terrance Lau, Kenny Wong, Tony Wu, German Cheung, Philip Ng, Chu Pak Hong e Chung Suet Ying. Koo revelou que dois conjuntos de réplicas da Cidade Murada de Kowloon foram construídos para as filmagens, enquanto revistas reais, álbuns de discos, televisões e comerciais da década de 1980 serão usados como adereços. Todo o elenco principal passou um ano treinando para se preparar para as cenas de luta do filme. Em 3 de abril de 2022, as filmagens foram oficialmente encerradas e o filme entrou no processo de pós-produção.

## Lançamento
Twilight of the Warriors: Walled In foi lançado nos cinemas em Hong Kong e na China em 1º de maio de 2024. O filme alcançou grande sucesso financeiro em Hong Kong, superando o recorde de filme local mais visto em julho de 2024, com 1,59 milhão de espectadores. Também se tornou o filme de maior bilheteria em Hong Kong naquele ano, arrecadando 105 milhões de dólares de Hong Kong.
O filme também foi selecionado para a Seleção Oficial (Exibição da Meia-Noite) do Festival de Cinema de Cannes de 2024, onde foi exibido em 16 de maio de 2024. Também foi lançado no Reino Unido em 24 de maio de 2024. O filme também foi exibido no 23º Festival de Cinema Asiático de Nova York em 28 de julho de 2024, como o filme de encerramento do festival.
O filme teve sua estreia canadense no 28º Festival Internacional de Cinema de Fantasia em 1º de agosto de 2024. Também será exibido no 37º Festival Internacional de Cinema de Tóquio na Seleção de Gala em novembro de 2024.